# 홋카이도 동쪽 해역 지진
홋카이도 동쪽 해역 지진(일본어: 北海道東方沖地震 홋카이도토호오키지신[*])은 1994년 10월 4일에 일본 홋카이도의 네무로반도 동쪽 해역 200 km, 러시아 쿠릴 열도 해역에서 발생한 지진이다. 지진 규모는 M8.2이며 침강한 태평양판 내부에서 발생한 슬래브 내부 지진이다.
지진의 규모는 M8.2(USGS 기준 모멘트 규모 Mw8.3)인데 이는 2011년 발생한 도호쿠 지방 태평양 해역 지진의 규모 Mw9.1이 발생하기 전까지 일본 기상청이 데이터를 정리해 가지고 있는 지진 중 최대 규모의 지진이었다. 최대 진도는 홋카이도 구시로시와 앗케시정에서 진도6을 관측했다. 1993년 구시로 해역 지진과 같은 양상으로 발생한 해양판 내부 지진이다. 또한 일본 근해에서 발생한 지진 중에서는 헤이세이 시작 이후 처음으로 규모 M8 이상을 기록한 지진이다. 이후 10월 9일 규모 M7.3의 최대여진이 발생했다.

## 진도
아래는 일본 기상청 진도 계급 기준 진도4 이상을 관측한 지역이다.
| 진도 | 도도부현   | 시정촌                                                                             |
| ---- | ---------- | ---------------------------------------------------------------------------------- |
| 6    | 홋카이도   | 구시로시 앗케시정                                                                  |
| 5    | 홋카이도   | 우라카와정 아쇼로정 히로오정 나카시베쓰정 라우스정 네무로시                        |
| 4    | 홋카이도   | 하코다테시 미나미후라노정 아바시리시 도마코마이시 비라토리정 오비히로시 마쿠베쓰정 |
| 4    | 아오모리현 | 아오모리시 고쇼가와라시 하치노헤시 무쓰시                                          |
| 4    | 이와테현   | 오후나토시 모리오카시 구즈마키정 하나마키시                                        |

쿠릴 열도 시코탄섬에서는 메드베데프-스폰하우어-카르니크 계급(MSK 계급) 기준 VI~IX의 흔들림을 관측했다.

## 여진
1994년 10월 9일 7시 55분(UTC)에 규모 Mw7.1 혹은 Ms7.7의 최대여진이 발생했다. 위치는 43.97° N, 148.22° E 지점으로 진원 깊이는 33 km이다. 이 지진으로 쓰나미가 발생해 홋카이도 하나사키항에서 최대 18 cm의 쓰나미를 관측했다.

## 피해
지진 피해를 따져보면 전체적인 피해는 구시로시에 집중되었으며 총 부상자 437명, 주택 완전 붕괴 61채, 반파 348채, 일부 파손 7,095채, 침수 주택 184채로 집계되었다. 사망자 9명과 실종자 2명은 모두 러시아의 쿠릴 열도에서 발생했다. 이 밖에도 도로 파손, 절벽 붕괴, 맨홀 부상 등 피해가 다수 발생했으며 매립지를 중심으로 토양액상화 피해도 발생했다. 구시로시에 피해가 집중되었지만 그 외에도 나카시베쓰정, 베쓰카이정, 베쓰카이정에서도 피해가 심각해 국도 및 여러 도로가 단절되고 주택도 다수 붕괴되거나 반파되었다. 나카시베쓰정에서는 원래 최대진도 4로 측정되었으나 지진계가 설치된 장소가 시내와 떨어져 있고 지반도 견고해 시내의 피해 상황을 볼 때 진도 5강~6약 사이였다고 추정된다.
러시아 말로쿠릴스크와 크라보자보스크의 석유 저장 탱크가 피해를 입어 기름 누출이 일어나 항구 지역이 심각하게 오염되었다.

### 쓰나미
삿포로관구 기상대는 22시 38분에 홋카이도 태평양 연안에 쓰나미경보를, 오호츠크해 연안에 쓰나미주의보를 발표했다. 관측된 주요 쓰나미 높이는 네무로시 하나사키항에서 173 cm 등으로 높았지만 지진 발생 직후 쓰나미경보, 주의보가 발표되고 긴급경보방송이 실시되어 홋카이도 내 피해는 적었다.
홋카이도 외 쿠릴 열도의 피해도 컸다. 특히 지진의 직접적인 피해에 쓰나미까지 덮쳐 쿠릴 열도에서만 사망자 및 실종자 11명이 발생했으며, 1만명 가까운 시민이 러시아 본토로 이주했다. 이 지진 이후 시코탄섬은 크게 쇠퇴했다. 러시아 지역에서는 유즈노쿠릴스크에서 3 m, 젤레니섬에서는 5 m 이상의 쓰나미가 관측되었다. 젤레니섬의 경우에는 당시 러시아군의 국경초소와 전초기지가 있었는데, 전초기지 2곳이 쓰나미로 떠내려가고 1곳은 부분 유실되었지만 사상자는 없었다. 디미트로바만의 경우 남단에서 최대소상고가 10.5 m로 관측되었다.
쿠릴열도에 있던 유일한 농경지였던 쿠나시르 솝호스는 피해를 입어 21세기 완전히 파괴되었고 복구하지 못했다.
오호츠크해에서도 또 다른 쓰나미가 관측되었는데 해저 산사태 혹은 어떠한 변위가 발생해 쓰나미가 발생했다고 추정된다.

## 같이 보기
- 러시아의 지진 목록
- 1963년 쿠릴 열도 지진
- 쿠릴-캄차카 해구